# Ulrich Döring
Ulrich Döring (* 17. Mai 1945 in Lindau/Anhalt) ist ein deutscher Betriebswirt und Professor im Ruhestand für Betriebswirtschaftslehre (BWL), insbesondere Rechnungswesen und Steuerlehre an der Leuphana Universität Lüneburg.

## Leben
Ulrich Döring machte 1965 sein Abitur am altsprachlichen Herzog-Wolfgang-Gymnasium in Zweibrücken in der Pfalz. 1970 schloss er sein Studium der Betriebswirtschaftslehre an der Universität des Saarlandes ab.
Anschließend begann er als Assistent am Lehrstuhl für Betriebswirtschaftliche Steuerlehre von Günter Wöhe an der Universität des Saarlandes. 1976 erlangte Döring seine Promotion an der Universität des Saarlandes.
1982 folgte seine Habilitation im Fach Betriebswirtschaftslehre, ebenfalls an der Universität des Saarlandes. 1983 wurde er zum Professor für Betriebswirtschaftslehre an der Universität Konstanz ernannt.
1985 kam es zur Berufung Dörings auf den Lehrstuhl für Betriebswirtschaftslehre, insbesondere Rechnungswesen und Steuerlehre an der Leuphana Universität Lüneburg. 1990 lehnte Ulrich Döring einen Ruf an die Universität Konstanz und 1993 einen Ruf an die Johannes Gutenberg-Universität Mainz ab. Von 1991 bis 1994 war er Prorektor / Vizepräsident der Leuphana Universität Lüneburg. Von 1996 bis 2010 fungierte Ulrich Döring als Vertrauensdozent der Stiftung der Deutschen Wirtschaft (sdw). Von 2003 bis 2006 war er Prodekan des Fachbereichs für Wirtschafts- und Sozialwissenschaften der Leuphana Universität Lüneburg.
Seine Abschiedsvorlesung hielt Döring am 24. November 2010 an der Leuphana Universität Lüneburg.

## Forschungsschwerpunkte
Seine Forschungsschwerpunkte sind die Allgemeine Betriebswirtschaftslehre (ABWL) und Forschung im Wirtschaftsbereich  Handwerk. Seine jüngsten Forschungsergebnisse zur Allgemeinen Betriebswirtschaftslehre finden sich in dem betriebswirtschaftlichen Standardwerk „Einführung in die Allgemeine Betriebswirtschaftslehre“ von Günter Wöhe, in Fachkreisen nur als der „Wöhe“ bezeichnet, dessen Co-Autor Ulrich Döring ist. Als Nachfolger für den „Wöhe“ konnte er nach seiner Emeritierung Gerrit Brösel gewinnen.

## Schriften (Auswahl)
- Günter Wöhe, Ulrich Döring, Gerrit Brösel: Einführung in die Allgemeine Betriebswirtschaftslehre, Vahlens Handbücher der Wirtschafts- und Sozialwissenschaften, Verlag Franz Vahlen, 28., überarbeitete und aktualisierte Auflage, München 2023, ISBN 978-3-8006-7200-4.
- Günter Wöhe, Hans Kaiser, Ulrich Döring: Übungsbuch zur Einführung in die Allgemeine Betriebswirtschaftslehre, Vahlens Übungsbücher der Wirtschafts- und Sozialwissenschaften, Verlag Franz Vahlen, 17., überarbeitete und aktualisierte Auflage, München 2023, ISBN 978-3-8006-7201-1.
- Ulrich Döring, Rainer Buchholz: Buchhaltung und Jahresabschluss. Mit Aufgaben und Lösungen, Erich Schmidt Verlag, 16., neu bearbeitete und erweiterte Auflage, Berlin 2021, ISBN 978-3-503-19591-6.